# Aldo Angoula
Aldo Angoula (Le Havre, 4 maggio 1981) è un ex calciatore francese, di ruolo difensore.

## Biografia
È fratello di Gaël Angoula.

## Palmarès

### Club

#### Competizioni nazionali
- Championnat National: 1

Châteauroux: 2016-2017